# Feluca (copricapo medievale)

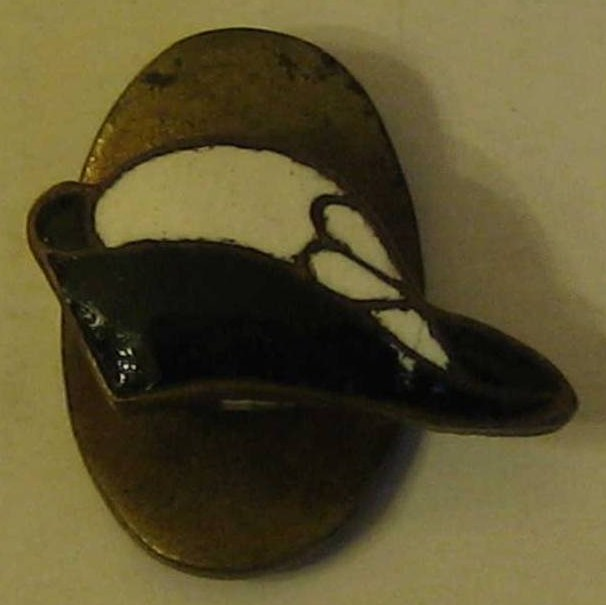
Spilla raffigurante una feluca.

La feluca è un cappello a punta, con una foggia diffusa a partire dal Trecento ed utilizzato comunemente fino al Cinquecento; la sua denominazione è recente, collegata agli sviluppi della goliardia nell'Ottocento, e manca di un termine italiano coevo, mentre in inglese era chiamato bycocket e in francese chapel à bec.

## Storia

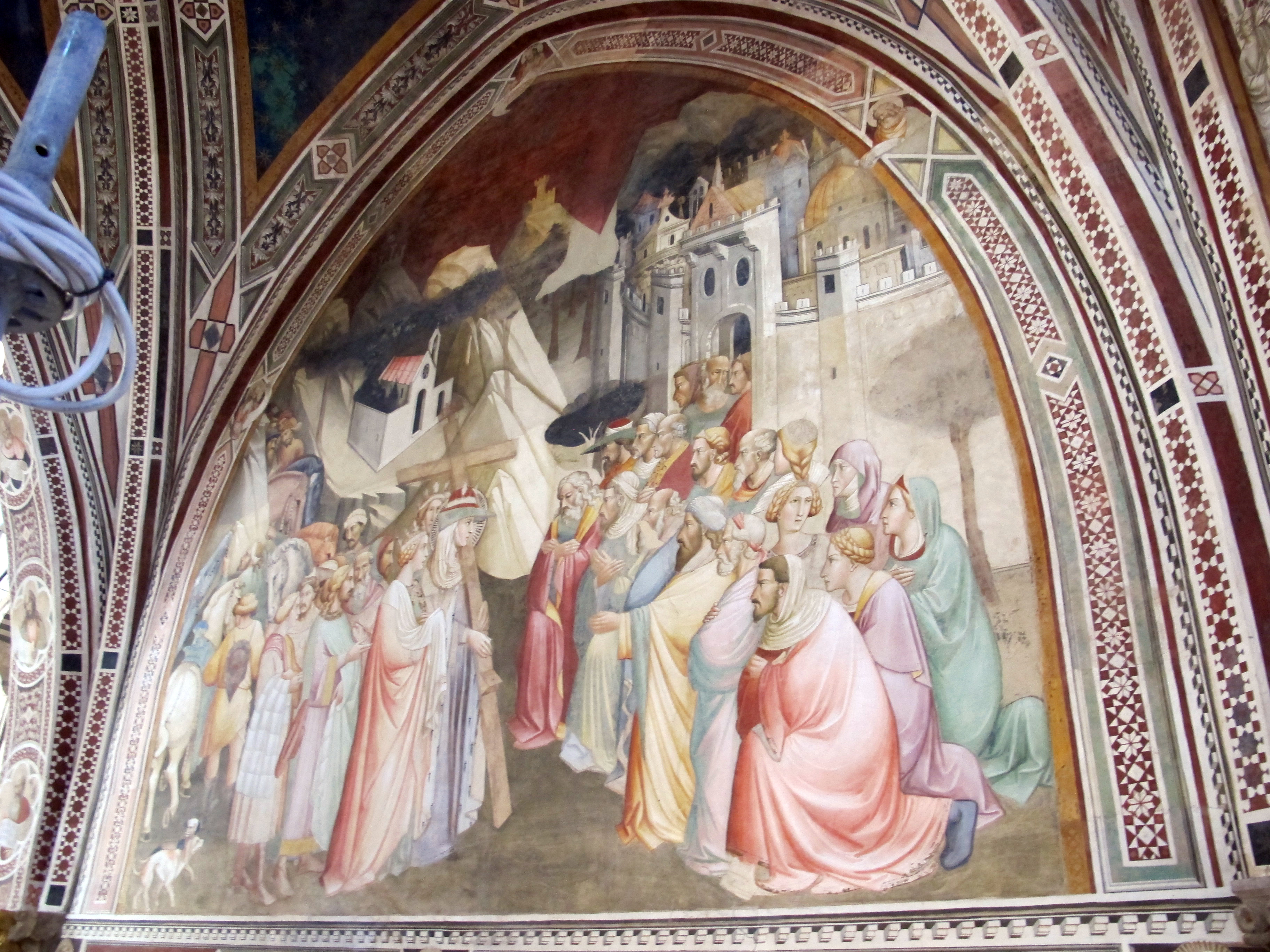
Affresco di Agnolo Gaddi e bottega, Cappella maggiore della Basilica di Santa Croce.

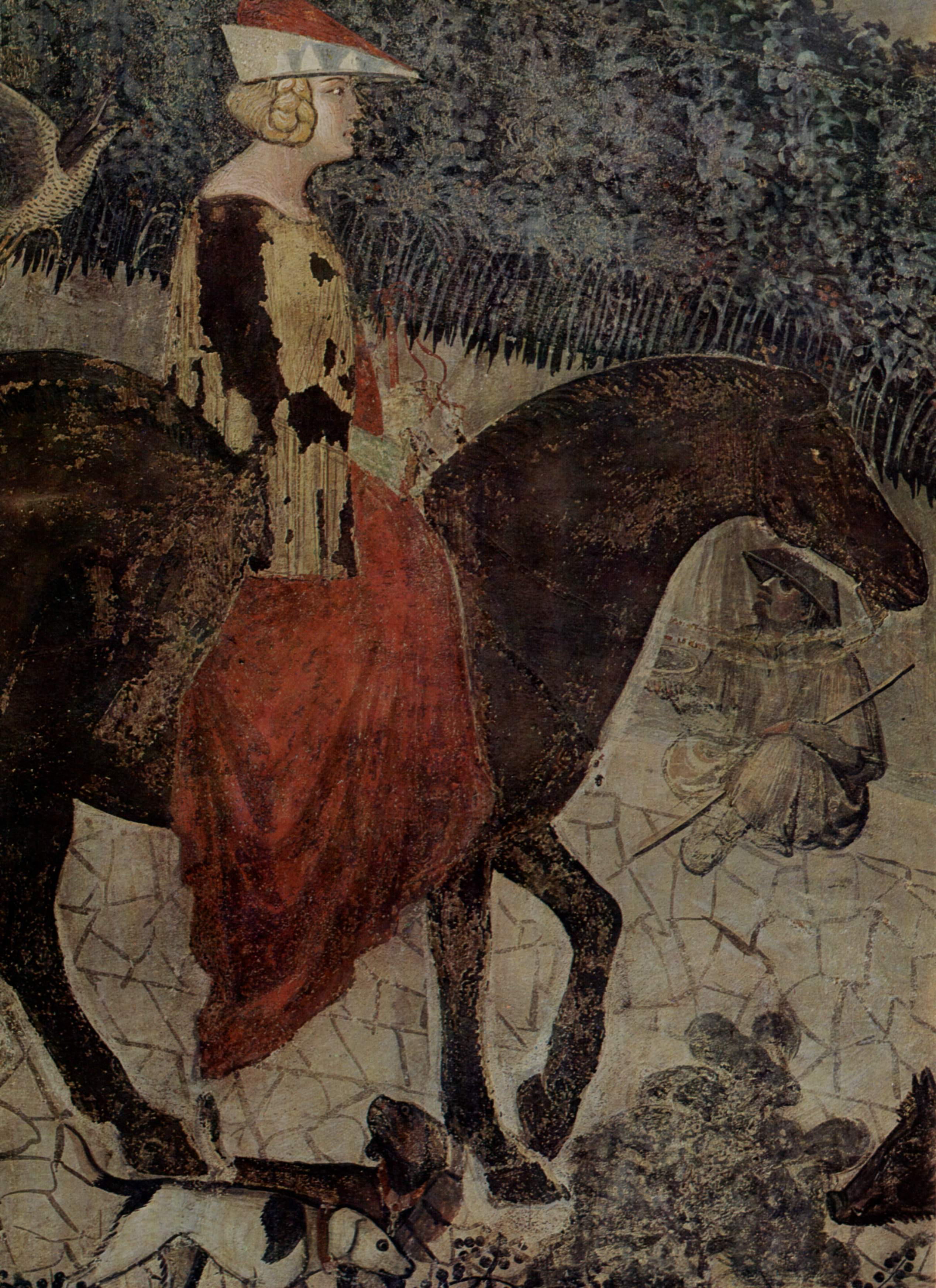
Il buon governo in campagna, Ambrogio Lorenzetti. Palazzo Pubblico

Le attestazioni di questo tipo di cappello sono estremamente numerose nell'iconografia trecentesca, ad esempio nei Smithfield Decretals (1300-1340). Sembra frequente nelle rappresentazioni di scene di caccia ma anche nelle scene di viaggio, diventando il tipico cappello da pellegrino fino a correlarsi alle rappresentazioni dei clerici vagantes.
Il cappello a punta aveva probabilmente la funzione di riparare dal sole e dalla pioggia, pertanto è associato a momenti di vita all'aria aperta, in particolare alla caccia e ai viaggi.
Tra le donne, non vi sono raffigurazioni che la mostrino indossata durante le mansioni quotidiane, né in occasioni mondane, in cui probabilmente erano preferite acconciature arricchite da pietre preziose o veli; dalle raffigurazioni medievali si nota che il cappello a punta è raramente indossato da solo, ma è spesso accompagnato dal velo e/o dal soggolo.
Una delle poche analisi in un testo di storia del costume risale agli anni Sessanta, commentando l'affresco pisano degli anacoreti della Tebaide. Tra le opere d'arte italiane prodotte tra gli anni '40 e la fine del Trecento vi sono ulteriori attestazioni femminili; essendo un tema legato alla rappresentazione dell'amor cortese, è ben documentata da avori gotici di produzione francese risalenti alla prima metà del XIV secolo. Altre scene di caccia sono rappresentate nel ciclo dell'Allegoria del Buono e del Cattivo Governo: nel "Buon governo in campagna" si vede in primo piano una dama a cavallo con tale cappello. Negli affreschi del Camposanto di Pisa, risalenti alla prima metà del XIV secolo, vi sono due donne col cappello accanto uomini con i falchi.
Meno rappresentate sono le donne in viaggio: negli affreschi di San Gimignano, Bartolo di Fredi ha dipinto per due volte Lot con il cappello a punta, mentre un'altra donna lo indossa nella scena dell'attraversamento del Mar Rosso. Sant'Elena imperatrice, raffigurata da Agnolo Gaddi nella cappella della Basilica di Santa Croce, a Firenze, indossa ugualmente una feluca con abiti di estrema eleganza.

## Nella Goliardia

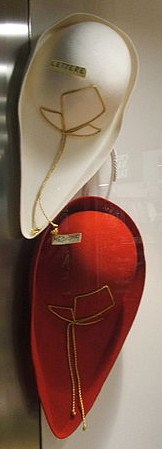
Feluche in vendita.

La feluca è un copricapo adottato dalle organizzazioni goliardiche nelle università italiane. Anche se più spesso associato alla Goliardia, la feluca è in realtà il tradizionale copricapo studentesco ed è patrimonio di tutti gli studenti di un ateneo: nel medioevo i termini familia goliae (ovvero goliardi) e clerici vagantes erano diventati interscambiabili, a dimostrazione di come una certa condotta di vita fosse ampiamente diffusa tra gli studenti girovaghi, e pertanto il cappello a punta ne faceva parte dell'immaginario.
Solitamente, all'atto dell'entrata nella Goliardia, viene "violentata" o “battezzata”, e in alcune città le viene tagliata la punta e tolto il giglio posto sulla calotta.

### Storia

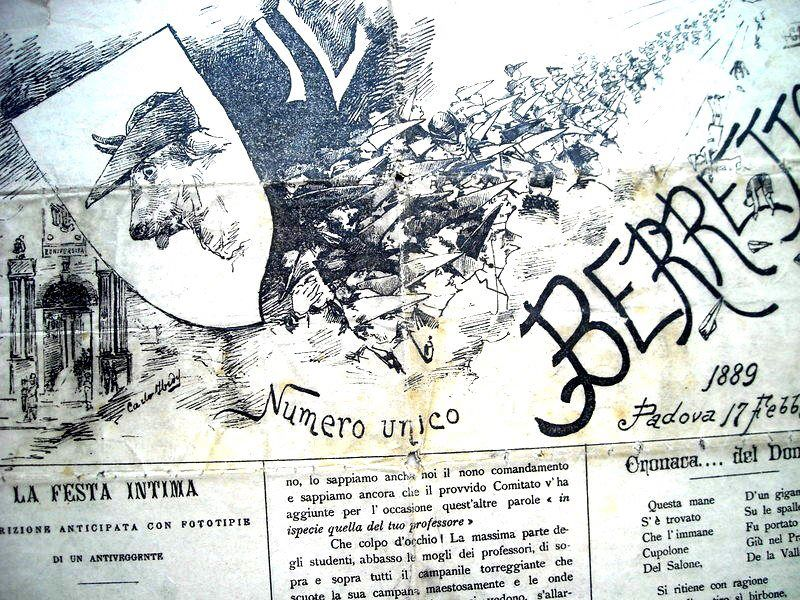
Particolare della prima pagina de Il Berretto del 1889, con lo stemma del Bove imberrettato con la feluca.

La feluca non fu il primo berretto universitario italiano: essa fu preceduta pochi mesi prima dall'orsina, un berretto tondo molto più economico creato a Bologna in occasione dei festeggiamenti del 1888 per l'ottavo centenario di quell'Università, a imitazione dei berretti raffigurati in capo agli studenti nelle miniature del XV secolo che ornavano le pagine degli Acta Nationis Germanicae Universitatis Bononiensis. L'orsina visse qualche anno dopo il 1888, prima di essere soppiantata del tutto dalla feluca.
Si credeva, erroneamente, che la feluca fosse nata come cappello dello studente solamente nel 1892, in occasione della festa delle matricole di Padova; sulla base di questa convinzione venne celebrato a Padova nel 1991 il centenario della feluca, con l'allestimento dei una mostra di vecchi berretti presso l'antico Palazzo del Bo.
Scoperte più recenti hanno retrodatato la nascita della Feluca al 1888/1889: si è rinvenuto per esempio sul mercato antiquario un raro esemplare del numero unico studentesco padovano Il Berretto, pubblicato nel febbraio 1889, nel quale in ogni pagina compaiono caricature di studenti che recano sulla testa una feluca (pur di un modello con la punta molto più corta dell'attuale), mentre nella prima pagina, accanto al titolo, appare il disegno di profilo di una testa di bue infelucata.

### Caratteristiche
Il colore della feluca cambia a seconda della facoltà frequentata dallo studente, similmente a quanto avviene per l'abbigliamento accademico cerimoniale ufficiale.
Mentre l'eliminazione dello scalpo, ovvero della fascia parasudore presente all'interno della calotta, è comune a tutte le città, solo a Pisa e Siena vengono tagliate le punte, in misura di circa 4 dita dall'estremità, in ricordo degli studenti caduti nella battaglia di Curtatone e Montanara. 
I goliardi bolognesi, fiorentini, parmigiani, torinesi, genovesi e pavesi non usano togliere il giglio dalla sommità della feluca, perché è visto come simbolo di purezza di cui andare fieri e come simbolo delle tre divinità goliardiche: Bacco, Tabacco e Venere. Per i fiorentini rappresenta, inoltre, il simbolo della città.

### I bolli
La tradizione goliardica vuole che l'anzianità di un goliarda sia misurata in base all'anzianità universitaria, che si misura in “bolli”. La tradizione nasce dall'usanza, in vigore presso le università italiane, di apporre un timbro (bollo) per ogni anno di frequenza di uno studente presso l'ateneo.
Il numero di bolli effettivi è sempre visibile a tutti ispezionando la feluca del goliarda. Qui le tradizioni possono differire da città a città, ma sostanzialmente sono così riassumibili:
- 1 bollo - nessun ammennicolo può essere apposto sulla feluca (fanno eccezione lo stemma della città, dell'ordine di appartenenza ed eventualmente il giglio);
- 2 bolli - possono essere apposti sulla feluca solo ammennicoli non pendenti (in molti atenei in numero non superiore a sette);
- 3 bolli - può essere apposto qualsivoglia ammennicolo alla feluca (in molti atenei i pendenti in numero non superiore a sette); in molte città le "colonne" con il terzo bollo acquisiscono anche il diritto di portare un manto nero senza insegne;
- 4 bolli - può essere apposto qualsivoglia ammennicolo alla feluca;
- 5 bolli - può essere apposta una frangia dorata su un lato della feluca;
- 6 bolli - può essere apposta una frangia dorata su entrambi i lati della feluca.

Per tradizione gli ammennicoli dovrebbero essere sempre donati, così come la feluca, o comunque dovrebbero rappresentare un evento, preferibilmente goliardico o connesso alla goliardia.